# Lijst van Roemeense kentekens
Het huidige Roemeense kenteken bestaat uit een rechthoekige plaat met een blauwe verticale streep (de "Euroband") aan de linkerkant van de plaat met de 12 sterren van de Europese Unie en het land code van Roemenië (RO), gevolgd - in zwarte letters op een witte achtergrond - met een één- of twee letters voor het district en een combinatie van twee of drie cijfers en drie hoofdletters. 
Op platen uitgegeven vóór 1 januari 2007 werd in plaats van de 12 Europese sterren de Roemeense vlag afgebeeld.
Voertuigen die niet naar een andere plaats kunnen rijden, zoals trams en trolleybussen hebben een geel of rood kenteken met zwarte letters en cijfers en het wapen van de stad waar ze thuis horen.

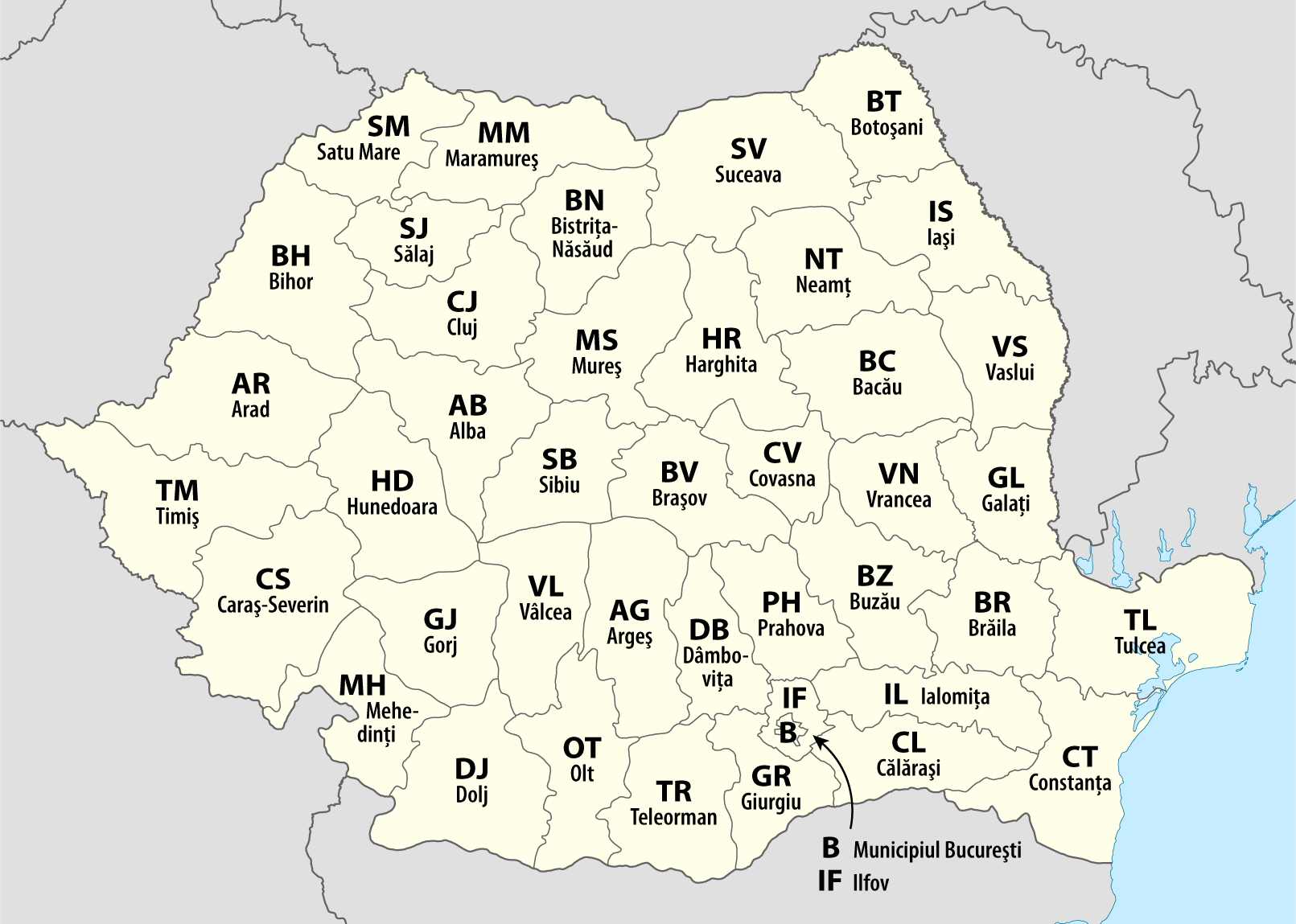
Overzichtskaart herkomst kentekens

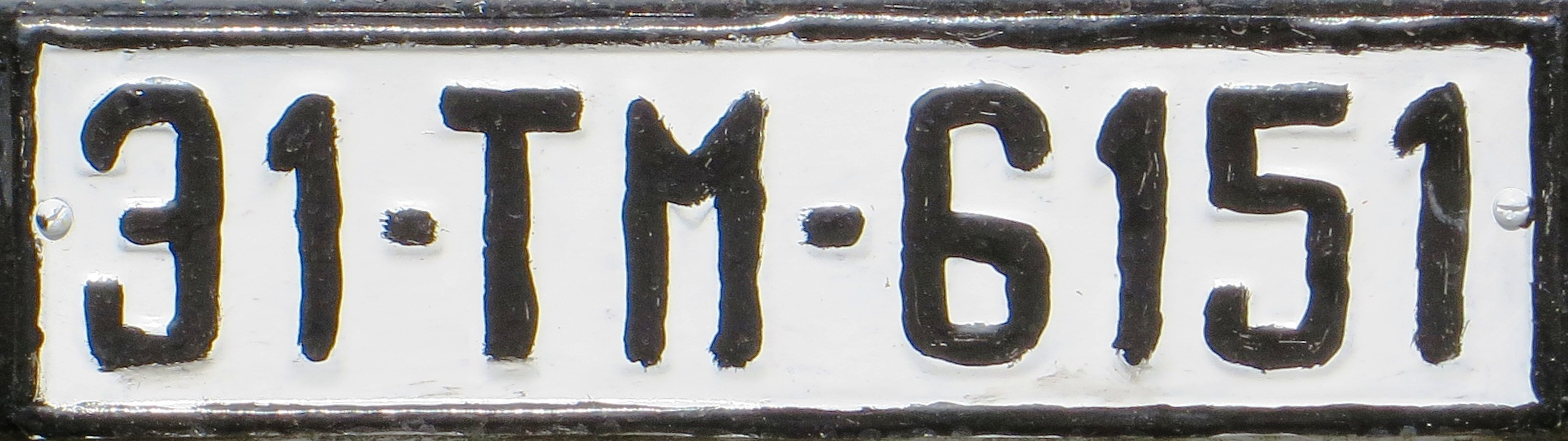
1969 - 1992 (Timiș)

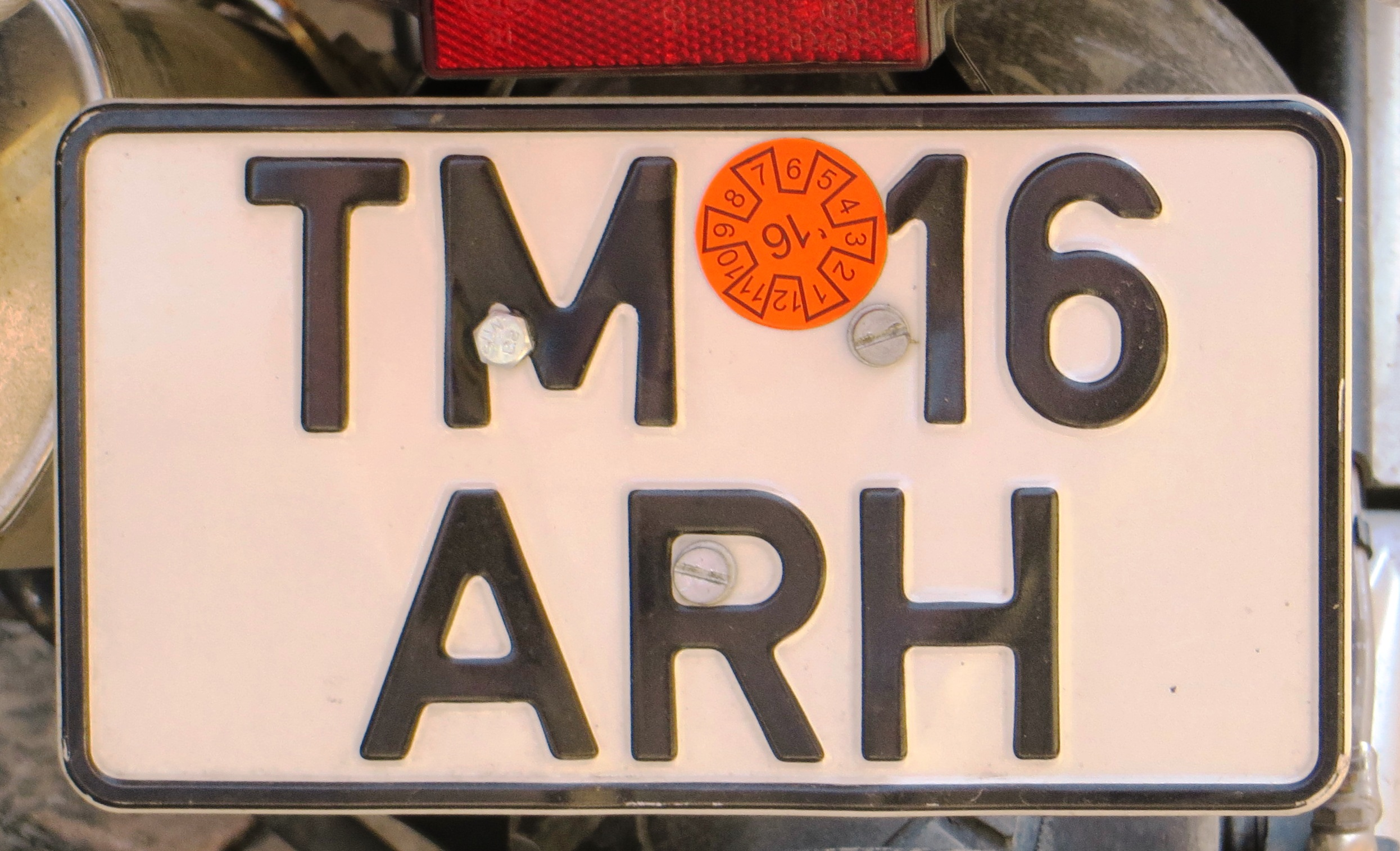
motorfiets kenteken (Timiș)

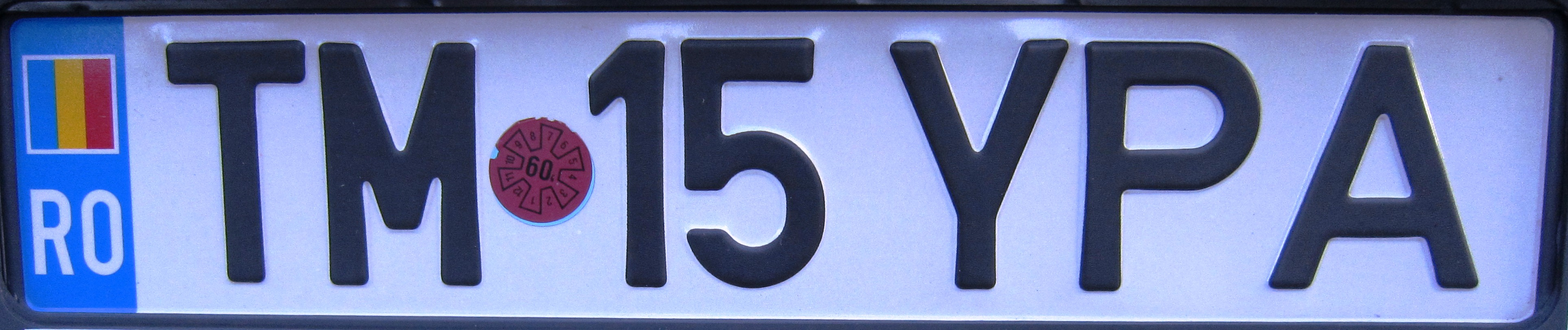
1992 - 2007 (Timiș)

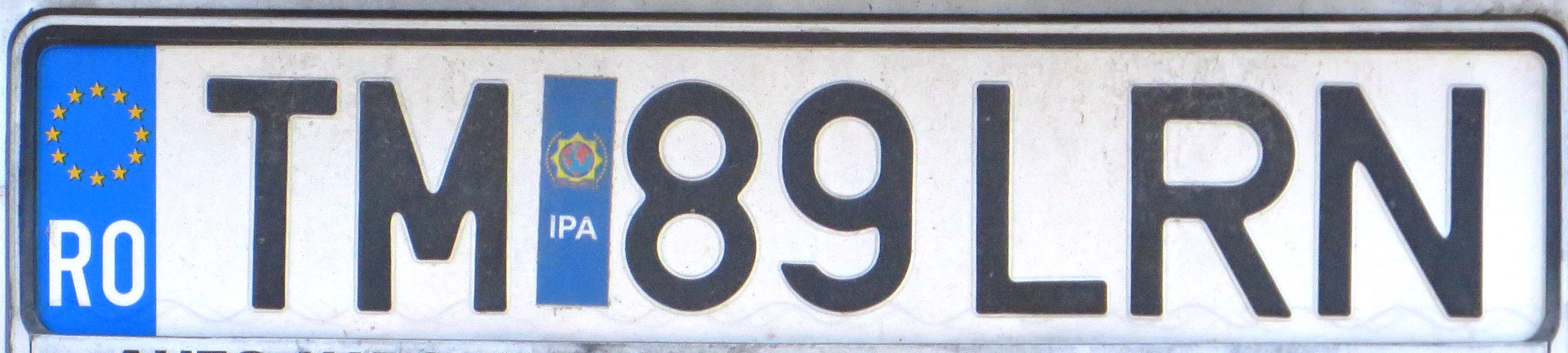
2007 - heden (Timiș)

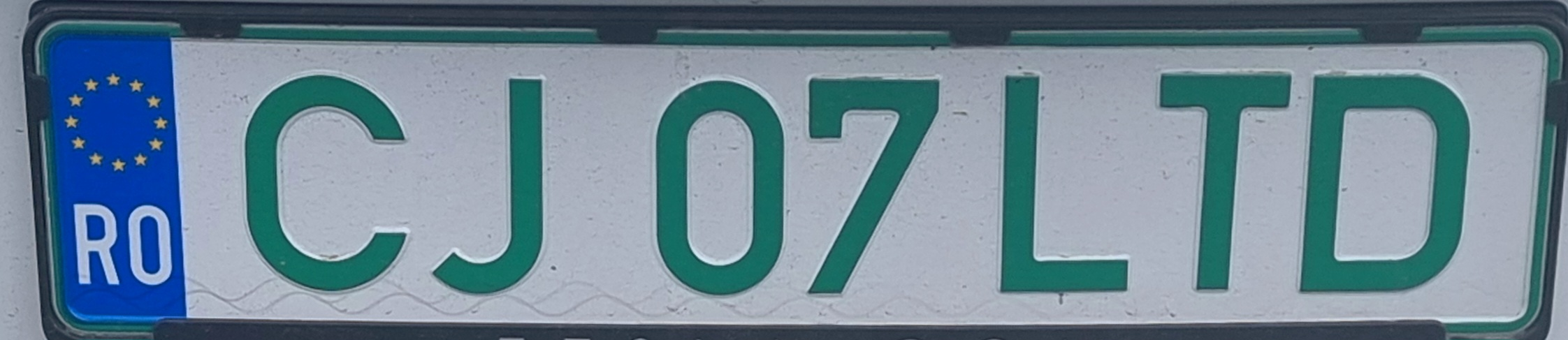
Elektrische voertuigen

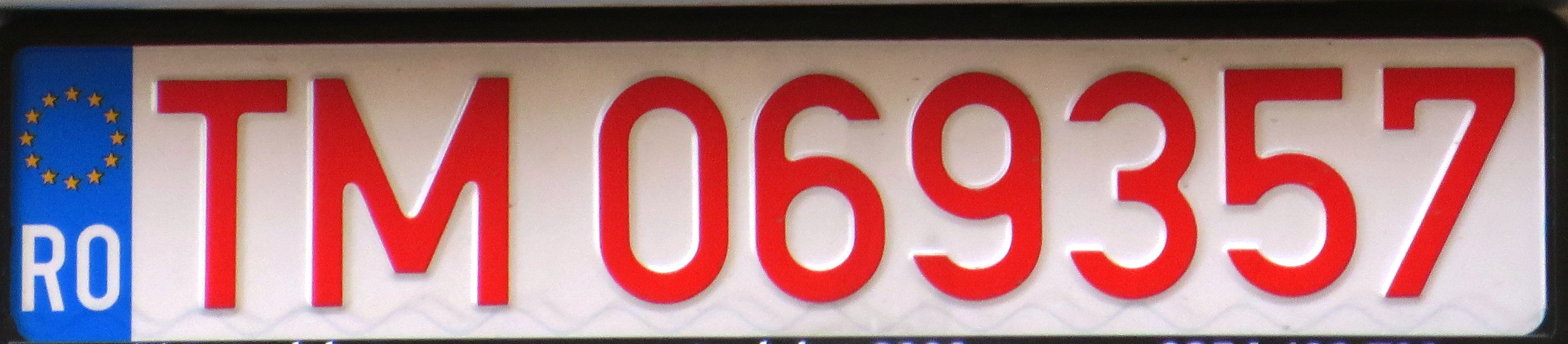
Voorlopig kenteken (Timiș)

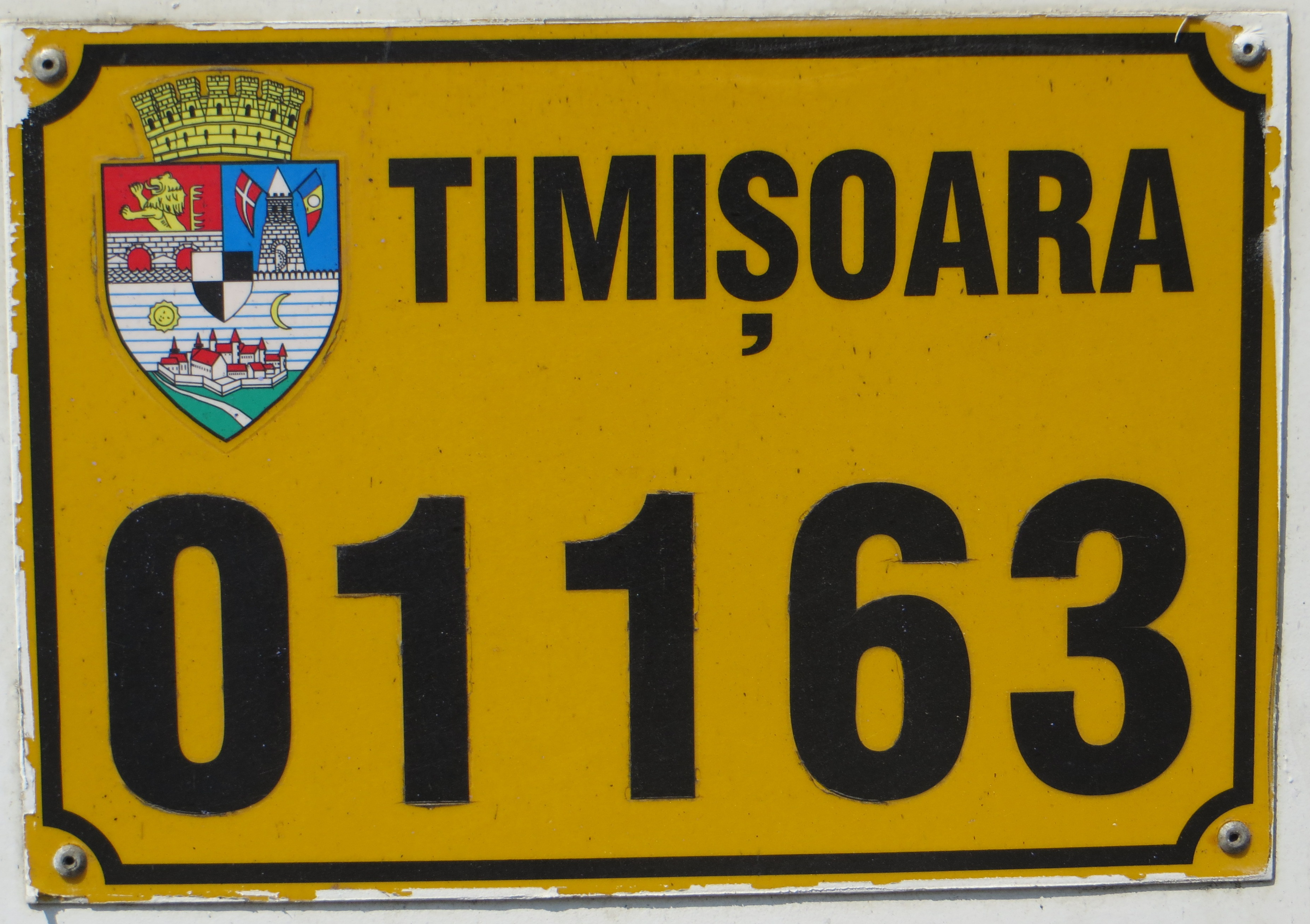
Trolleybussen en trams (Timiș)

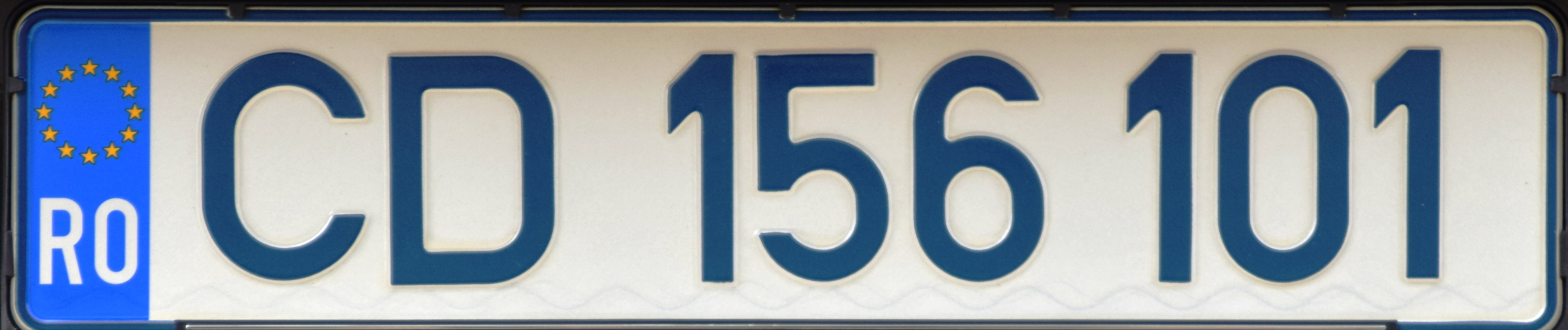
Auto met een CD kenteken (Russische ambassadeur)

In onderstaande lijst van Roemeense kentekens wordt een overzicht gegeven van de herkomst van de kentekens.

### A
| Kenteken | Provincie | Hoofdstad  |
| -------- | --------- | ---------- |
| AB       | Alba      | Alba Iulia |
| AG       | Argeș     | Pitești    |
| AR       | Arad      | Arad       |

### B
| Kenteken | Provincie       | Hoofdstad |
| -------- | --------------- | --------- |
| B        | Boekarest       | Boekarest |
| BC       | Bacău           | Bacău     |
| BH       | Bihor           | Oradea    |
| BN       | Bistrița-Năsăud | Bistrița  |
| BR       | Brăila          | Brăila    |
| BT       | Botoșani        | Botoșani  |
| BV       | Brașov          | Brașov    |
| BZ       | Buzău           | Buzău     |

### C
| Kenteken | Provincie     | Hoofdstad       |
| -------- | ------------- | --------------- |
| CJ       | Cluj          | Cluj-Napoca     |
| CL       | Călărași      | Călărași        |
| CS       | Caraș-Severin | Reșița          |
| CT       | Constanța     | Constanța       |
| CV       | Covasna       | Sfântu Gheorghe |

### D
| Kenteken | Provincie | Hoofdstad  |
| -------- | --------- | ---------- |
| DB       | Dâmbovița | Târgoviște |
| DJ       | Dolj      | Craiova    |

### G
| Kenteken | Provincie | Hoofdstad |
| -------- | --------- | --------- |
| GJ       | Gorj      | Târgu Jiu |
| GL       | Galați    | Galați    |
| GR       | Giurgiu   | Giurgiu   |

### H
| Kenteken | Provincie | Hoofdstad      |
| -------- | --------- | -------------- |
| HD       | Hunedoara | Deva           |
| HR       | Harghita  | Miercurea Ciuc |

### I
| Kenteken | Provincie | Hoofdstad |
| -------- | --------- | --------- |
| IF       | Ilfov     | Otopeni   |
| IL       | Ialomița  | Slobozia  |
| IS       | Iași      | Iași      |

### M
| Kenteken | Provincie | Hoofdstad             |
| -------- | --------- | --------------------- |
| MH       | Mehedinți | Drobeta-Turnu Severin |
| MM       | Maramureș | Baia Mare             |
| MS       | Mureș     | Târgu Mureș           |

### N
| Kenteken | Provincie | Hoofdstad    |
| -------- | --------- | ------------ |
| NT       | Neamț     | Piatra Neamț |

### O
| Kenteken | Provincie | Hoofdstad |
| -------- | --------- | --------- |
| OT       | Olt       | Slatina   |

### P
| Kenteken | Provincie | Hoofdstad |
| -------- | --------- | --------- |
| PH       | Prahova   | Ploiești  |

### S
| Kenteken | Provincie | Hoofdstad |
| -------- | --------- | --------- |
| SB       | Sibiu     | Sibiu     |
| SJ       | Sălaj     | Zalău     |
| SM       | Satu Mare | Satu Mare |
| SV       | Suceava   | Suceava   |

### T
| Kenteken | Provincie | Hoofdstad  |
| -------- | --------- | ---------- |
| TL       | Tulcea    | Tulcea     |
| TM       | Timiș     | Timișoara  |
| TR       | Teleorman | Alexandria |

### V
| Kenteken | Provincie | Hoofdstad      |
| -------- | --------- | -------------- |
| VL       | Vâlcea    | Râmnicu Vâlcea |
| VN       | Vrancea   | Focșani        |
| VS       | Vaslui    | Vaslui         |